# Преводна рубла
Вижте пояснителната страница за други значения на рубла.
Преводната рубла е обща валута, средство за плащане и натрупване при многостранните разчети на държавите членки на Съвета за икономическа взаимопомощ.
Утвърдена е със спогодба за международните разчети на държавите членки на СИВ, на 22 октомври 1963 г. Златното съдържание на преводната рубла е установено на 0,987412 грама чисто злато.
Не се конвертира свободно в национални валути. Използвана е само за разчети по търговски, кредитни и други операции между страните членки. Нейната форма на съществуване са записи по сметките на Международната банка за икономическо сътрудничество и Международната инвестиционна банка – банките на СИВ.
Не е имала конкретно-предметна форма на обращение (например във вид на банкноти).